# Спирала смрти
Спирала смрти је елемент у уметничком клизању који обично изводе такмичари у спортским паровима, тако што мушкарац забада ногом врх једне клизаљке у лед, док другу обично ставља испод партнерке. Партнерка се налази паралелно са ледом и држи се за партнерову руку, правећи кругове око њега, док је он чврсто држи, окрећући се само око своје осе, док она прави пун круг.
Ово је чест елемент у спортским паровима али и један од најопаснијих, због чега је и добила назив „Спирала смрти“.
Спирала смрти се може извести на четири начина, и то уназад или унапред и то на унутрашњим/спољашњим ивицама клизаљке. Спирале које се изводе на спољашњим ивицама сматрају се најкомпликованијим за извођење, а најтежа спирала сматра се она која се изводи унапред са спољашњим ивицама. Ниво тежине се такође повећава услед промене руку у току извођења покрета.
Спирала смрти која се изводи уназад измишљена је раних 1900-их година и то од стране Шарлот Елшлагел, али је у почетку извођена тако што се клизачица држала за обе руке партнера, и притом се не би спустила толико близу леду као данашњи клизачи. Садашњу верзију у коју клизач придржава партнерку једном руком измислио је 40-их година 20. века канадски пар Сузан Мороу и Волас Дистелмајер. Остале варијанте спирале измислили су Људмила Белоусова и Олег Протопопов 60-их година.